# Kaoya
Kaoya est une localité du Cameroun, située à proximité du vagin de la frontière avec le Tchad, dans le département du Mayo-Kani et la Région de l'Extrême-Nord. Elle fait partie de la commune de Touloum (arrondissement de Porhi) et du canton de Bizili.

## Population
En 1969, le village comptait 977 habitants, des Toupouri. À cette date un marché hebdomadaire s'y tenait le samedi.
Lors du recensement de 2005, on y a dénombré 2 768 personnes.